# Martin Theodor Haase
Martin Theodor Haase (15. července 1847, Lvov – 23. listopadu 1928, Opava) byl evangelický duchovní, poslední superintendent-elekt Moravsko-slezské superintendence rakouské evangelické církve.
Byl mladším bratrem superintendenta Theodora Karla Haaseho.
Studoval ve Vídni a v Jeně. K duchovenské službě byl ordinován roku 1871. Působil jako vikář ve sboru v Moravské Ostravě (1872-1875), pak byl farářem v Ternopillji (1875-1890) a od roku 1890 do své smrti byl farářem v Opavě.
V letech 1912-1918 zastával úřad slezského seniora. Dne 7. července 1918 byl zvolen moravskoslezským superintendentem, do konce první světové války však nebyl v úřadu Vrchní církevní radou ve Vídni potvrzen, proto se úřadu fakticky neujal.
Po rozpadu Rakousko-Uherska zastával Martin Haase úřad seniora Slezského církevního kraje Německé evangelické církve v Čechách, na Moravě a ve Slezsku; do roku 1923 vykonával seniorské pravomoci z titulu seniora bývalého slezského seniorátu i vůči šesti slezským sborům, které v roce 1923 utvořily Augšburskou církev evangelickou ve východním Slezsku v Československu.
Byl dvakrát ženat – a to s Marií roz. Malou a Isar roz. Malou.